# Chiếc giày vàng Bỉ
Chiếc giày vàng Bỉ (tiếng Hà Lan: Gouden Schoen, tiếng Pháp: Soulier d'Or) là giải thưởng hàng năm dành cho cầu thủ xuất sắc nhất giải vô địch bóng đá Bỉ. Giải thưởng này được một tờ báo Bỉ Het Laatste Nieuws tài trợ.
Paul Van Himst là cầu thủ giành nhiều giải thưởng này nhất với 4 lần. Cầu thủ nước ngoài đầu tiên đoạt danh hiệu này là cầu thủ Hà Lan Johan Boskamp câu lạc bộ RWDM ở mùa bóng 1974-75.

## Danh sách các cầu thủ đoạt giải
| Năm  | Tên                 | Câu lạc bộ             | Quốc tịch    |
| ---- | ------------------- | ---------------------- | ------------ |
| 1954 | Henri Coppens       | Beerschot              | Bỉ           |
| 1955 | Alfons Van Brandt   | Lierse                 | Bỉ           |
| 1956 | Victor Mees         | Antwerp                | Bỉ           |
| 1957 | Armand Jurion       | Anderlecht             | Bỉ           |
| 1958 | Roland Storme       | Gent                   | Bỉ           |
| 1959 | Lucien Olieslagers  | Lierse                 | Bỉ           |
| 1960 | Paul Van Himst      | Anderlecht             | Bỉ           |
| 1961 | Paul Van Himst      | Anderlecht             | Bỉ           |
| 1962 | Armand Jurion       | Anderlecht             | Bỉ           |
| 1963 | Jean Nicolay        | Standard               | Bỉ           |
| 1964 | Wilfried Puis       | Anderlecht             | Bỉ           |
| 1965 | Paul Van Himst      | Anderlecht             | Bỉ           |
| 1966 | Wilfried Van Moer   | Antwerp                | Bỉ           |
| 1967 | Fernand Boone       | Club Brugge            | Bỉ           |
| 1968 | Odilon Polleunis    | Sint-Truiden           | Bỉ           |
| 1969 | Wilfried Van Moer   | Standard               | Bỉ           |
| 1970 | Wilfried Van Moer   | Standard               | Bỉ           |
| 1971 | Erwin Van Den Daele | Club Brugge            | Bỉ           |
| 1972 | Christian Piot      | Standard               | Bỉ           |
| 1973 | Maurice Martens     | Racing White           | Bỉ           |
| 1974 | Paul Van Himst      | Anderlecht             | Bỉ           |
| 1975 | Johan Boskamp       | RWDM                   | Hà Lan       |
| 1976 | Rob Rensenbrink     | Anderlecht             | Hà Lan       |
| 1977 | Julien Cools        | Club Brugge            | Bỉ           |
| 1978 | Jean-Marie Pfaff    | Beveren                | Bỉ           |
| 1979 | Jean Janssens       | Beveren                | Bỉ           |
| 1980 | Jan Ceulemans       | Club Brugge            | Bỉ           |
| 1981 | Erwin Vandenbergh   | Lierse                 | Bỉ           |
| 1982 | Eric Gerets         | Standard               | Bỉ           |
| 1983 | Franky Vercauteren  | Anderlecht             | Bỉ           |
| 1984 | Vincenzo Scifo      | Anderlecht             | Bỉ           |
| 1985 | Jan Ceulemans       | Club Brugge            | Bỉ           |
| 1986 | Jan Ceulemans       | Club Brugge            | Bỉ           |
| 1987 | Michel Preud'homme  | Mechelen               | Bỉ           |
| 1988 | Leo Clijsters       | Mechelen               | Bỉ           |
| 1989 | Michel Preud'homme  | Mechelen               | Bỉ           |
| 1990 | Franky Van Der Elst | Club Brugge            | Bỉ           |
| 1991 | Marc Degryse        | Anderlecht             | Bỉ           |
| 1992 | Philippe Albert     | Mechelen và Anderlecht | Bỉ           |
| 1993 | Pär Zetterberg      | Anderlecht             | Thụy Điển    |
| 1994 | Gilles De Bilde     | Aalst                  | Bỉ           |
| 1995 | Paul Okon           | Club Brugge            | Úc           |
| 1996 | Franky Van Der Elst | Club Brugge            | Bỉ           |
| 1997 | Pär Zetterberg      | Anderlecht             | Thụy Điển    |
| 1998 | Branko Strupar      | Genk                   | Croatia      |
| 1999 | Lorenzo Staelens    | Anderlecht             | Bỉ           |
| 2000 | Jan Koller          | Anderlecht             | Cộng hòa Séc |
| 2001 | Wesley Sonck        | Genk                   | Bỉ           |
| 2002 | Timmy Simons        | Club Brugge            | Bỉ           |
| 2003 | Aruna Dindane       | Anderlecht             | Bờ Biển Ngà  |
| 2004 | Vincent Kompany     | Anderlecht             | Bỉ           |
| 2005 | Sérgio Conceição    | Standard               | Bồ Đào Nha   |
| 2006 | Mbark Boussoufa     | Gent và Anderlecht     | Maroc        |
| 2007 | Steven Defour       | Standard               | Bỉ           |
| 2015 | Sven Kums           | Gent                   | Bỉ           |